# Bjåsta
Bjåsta är en ort i Bergsjö socken i Nordanstigs kommun, Hälsingland belägen väster om Bergsjö och söder om Älgeredssjön. SCB har tidigare avgränsat en småort för bebyggelsen i orten och en del av garnnbyn Vade, betecknad Bjåsta och del av Vade. 2015 hade SCB justerat definitionen för småorter något, varvid Bjåsta visade sig inte längre uppfylla kriterierna för småorter.